# Liste der Monuments historiques in Vendeuil-Caply
Die Liste der Monuments historiques in Vendeuil-Caply führt die Monuments historiques in der französischen Gemeinde Vendeuil-Caply auf.

## Liste der Bauwerke
| Bezeichnung      | Beschreibung              | Standort | Kennzeichnung | Schutzstatus | Datum | Bild           |
| ---------------- | ------------------------- | -------- | ------------- | ------------ | ----- | -------------- |
| Kirche St-Martin | Erbaut im 13. Jahrhundert | (Lage)   | PA00114987    | Inscrit      | 1990  | weitere Bilder |
| Amphitheater     |                           | (Lage)   | PA00114939    | Classé       | 1982  | weitere Bilder |

## Liste der Objekte
- Monuments historiques (Objekte) in Vendeuil-Caply in der Base Palissy des französischen Kultusministeriums